# مدار صفر درجه (رمان)
مدار صفر درجه رمانی سه‌جلدی نوشته احمد محمود است. او این رمان را در سال ۱۳۷۲ چاپ کرد. این رمان دربارهٔ وقایع انقلاب ایران است که حوادث آن در شهر اهواز اتفاق می‌افتد. شخصیت اصلی این کتاب باران نام دارد.
به‌گفته عطاالله مهاجرانی وزیر ارشاد وقت ایران؛ قرار بود در جشنواره بیست سال ادبیات داستانی در ایران که وزارت فرهنگ و ارشاد اسلامی در سال ۱۳۷۶ برگزار کرد، جایزهٔ ویژهٔ هیئت داوران به این کتاب اختصاص یابد اما به‌دلیل مخالفت سید علی خامنه‌ای، رهبر ایران، این جایزه اهدا نشد. مهاجرانی در نامه سرگشاده‌ای به رهبر ایران نوشته است: «تنها نقطهٔ مقاومت شما رمان مدار صفر درجه احمد محمود بود که از قضا به عنوان رمان برگزیدهٔ بیست سال ادبیات داستانی انتخاب شده بود و من هیچ‌گاه نگاه بهت‌زده و غم‌آلود احمد محمود را از یاد نمی‌برم… حتماً به یاد دارید فرمودید این رمان ضد جنگ است. گفتم مگر شما ضد جنگ نیستید؟! جنگ یک شر ناگزیر است و نه یک خیر لازم…» اما محمدرضا سرشار در رد ادعای عطاالله مهاجرانی در یادداشتی نوشته است که شخصاً برای رهبری نامه ننوشته است و نقدی که قبلاً برای این کتاب نوشته است به دست کسان دیگر برای رهبر ایران فرستاده شده است و دلیل نقد خود بر این رمان را در جهت تحریف انقلاب اسلامی ایران بودن این کتاب اعلام می‌کند، همچنین به گفته سرشار به نظر رهبری در مدار صفر درجه، انقلاب اسلامی کاملاً به نفع اندیشه چپ، تحریف شده است.
شهرام عدیلی‌پور در نقدی دربارهٔ رمان مدار درجه صفر نوشته: «خلق تعداد زیاد شخصیت باعث شده او نتواند به‌خوبی و درستی به تمام شخصیت‌هایش بپردازد و زوایا و ریزه کاری‌های آنان را از کار درآورد. قسمت‌های زیادی از رمان مربوط می‌شود به زندگی روزمرهٔ آدم‌هایی که بود و نبودشان هیچ تفاوتی در روند پیش‌برد رمان و وقوع حوادث آن ندارد… نویسنده در این رمان مانند گزارش‌گری دقیق به تمامی زوایای زندگی مردمان سر می‌کشد و همه چیز را به‌دقت گزارش می‌دهد و دوربین‌اش همه چیز را به تصویر می‌کشد».